# Grafschaft Sargans

Wappen der Grafschaft Sargans bis 1798

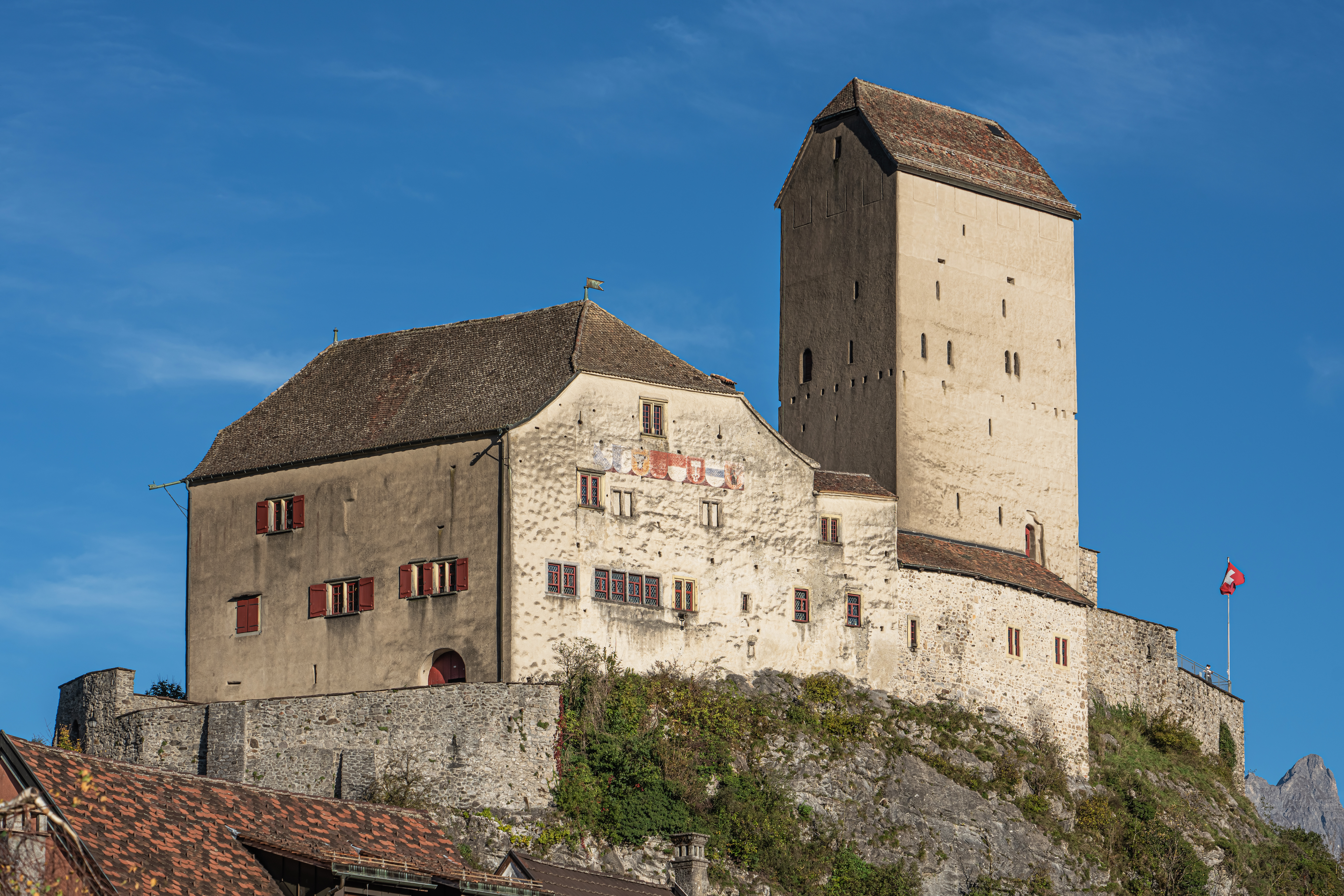
Schloss Sargans mit den Wappen der sieben Orte Zürich, Luzern, Uri, Schwyz, Ob- und Nidwalden, Zug und Glarus

Die Grafschaft Sargans bzw. ab 1483 die Landvogtei Sargans war bis 1798 ein historisches Territorium im heutigen Kanton St. Gallen in der Ostschweiz. Zentrum der Grafschaft waren das Städtchen und das Schloss Sargans. 1460–1798 bildete die Grafschaft Sargans als Landvogtei eine Gemeine Herrschaft in der Alten Eidgenossenschaft. Ab 1483 wurde die eidgenössische Landvogtei Sargans von den sieben eidgenössischen Orte Uri, Schwyz, Unterwalden, Luzern, Glarus, Zürich und Zug, ab 1712 der Acht Orte – der vorgenannten und Bern – regiert. Der Name «Sarganserland», bis 1798 synonym mit «Grafschaft Sargans» zu gebrauchen, steht seit dem 15. Jahrhundert für eine starke Identität der Voralpenregion und hat sich bis heute auf politischer, wirtschaftlicher und kultureller Ebene erhalten.
Der Blutsgerichtsbezirk der Grafschaft Sargans umfasste ursprünglich die Herrschaft Sargans selbst, Walenstadt, Quarten sowie die Herrschaft Nidberg. Eine Karte der Grafschaft Sargans und der Hochgerichte im Sarganserland findet sich in den Rechtsquellen des Sarganserlandes. 1483 vereinigten die herrschenden Sieben Orte der Eidgenossenschaft auch noch die Herrschaft Freudenberg, also das Gebiet der Abtei Pfäfers, mit der Grafschaft Sargans. Die Herrschaft Gräpplang bei Flums, ursprünglich dem Bischof von Chur zugehörig, war von 1528 bis 1767 im Besitz der Familie Tschudi (ehemals aus Glarus), unterstand für das Hochgericht aber auch dem eidgenössischen Landvogt in Sargans. Die ehemalige Grafschaft und (ab 1460/1483) Landvogtei Sargans umfasste somit die folgenden heutigen Gemeinden:
- Sargans
- Vilters-Wangs
- Bad Ragaz
- Pfäfers
- Mels
- Flums
- Walenstadt
- Wartau
- Quarten (nur Blutgerichtsbarkeit, sonst zur Herrschaft Windegg zugehörig)

## Geschichte

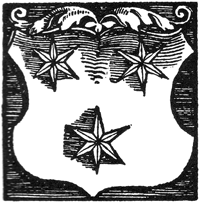
Das Wappen der Grafschaft Sargans in der Chronik von Johannes Stumpf 1548.

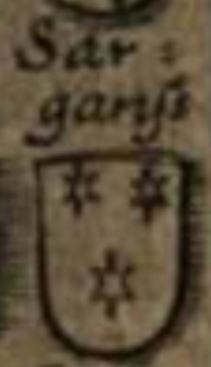
Wappen der «Gemeinen Landvogteÿ Sarganss» in Josias Simmlers Von Dem Regiment loblicher Eidgnoschafft, 1645.

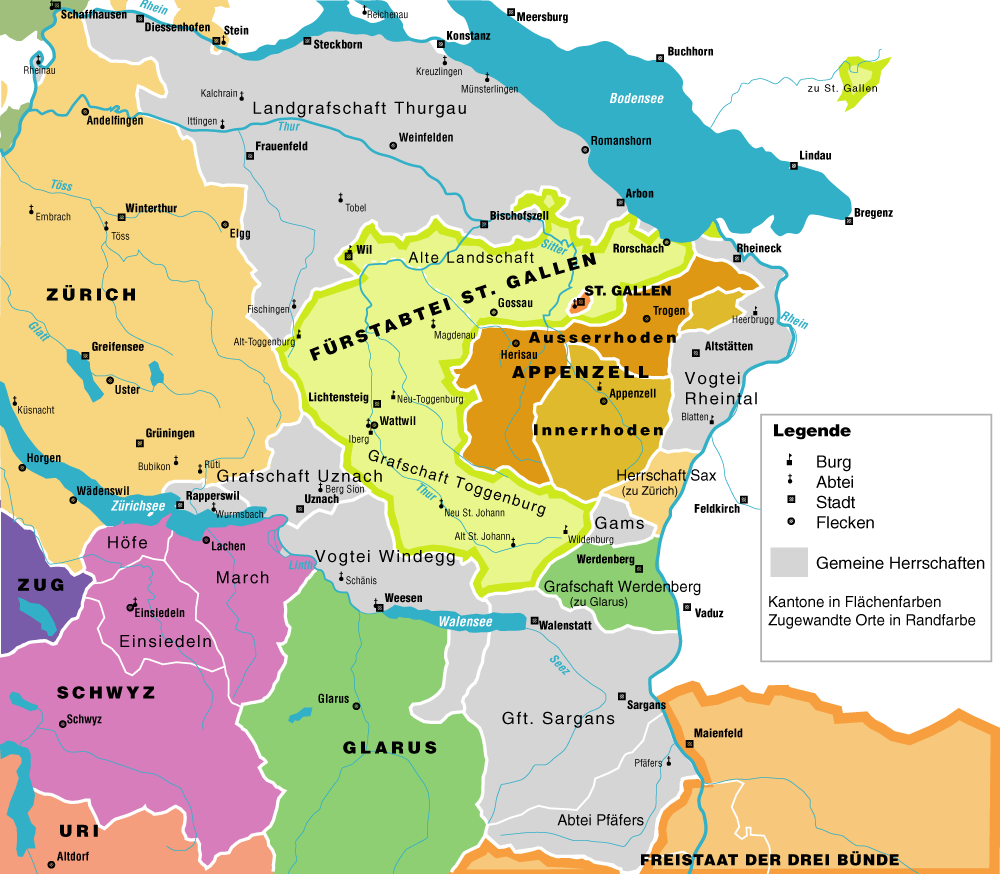
Karte der Ostschweiz vor 1798.

Die Grafen von Werdenberg-Sargans verpfändeten 1396 Sargans an die habsburgischen Herzöge von Österreich, die ihrerseits das Pfand an Graf Friedrich VII. von Toggenburg weitergaben. Nach dem Tod des letzten Toggenburgers lösten die Grafen von Werdenberg-Sargans das Pfand über die Herrschaft Sargans wieder ein. Walenstadt und Quarten blieben als Vogteien bei Habsburg. Die Bewohner des Landes weigerten sich jedoch die Grafen von Werdenberg-Sargans als ihre Herren anzuerkennen und schlossen 1436 ein Burgrecht mit der Stadt Zürich. Im sich anbahnenden innereidgenössischen Konflikt zwischen der Stadt Zürich und den Landorten Glarus und Schwyz verbündete sich der Graf von Werdenberg-Sargans nun mit den Gegnern Zürichs. Schwyz und Glarus eroberten daraufhin das Sarganserland und zwangen die Bevölkerung, dem Grafen von Werdenberg-Sargans den Treueeid zu leisten. Während des Alten Zürichkrieges stellte sich der Graf dennoch auf die Seite der Habsburger.
1458 erneuerten die Grafen von Werdenberg-Sargans ihr Landrecht mit Schwyz und Glarus. Trotzdem behielten die Eidgenossen Walenstadt, Nidberg und Quarten, die sie von den Habsburgern erobert hatten. 1482/83 verkaufte schliesslich der letzte Graf von Werdenberg-Sargans die Herrschaft Sargans an die sieben östlichen Orte der Alten Eidgenossenschaft. Die Tagsatzung veranlasste 1490 mit der alten Schollbergstrasse den Bau der ersten eidgenössischen Fahrstrasse als Handels- und Militärstrasse zwischen Sargans und Trübbach.
Somit war aus der Grafschaft nun die Landvogtei Sargans geworden. Im Rückblick auf die geschichtlichen Ereignisse des 15. Jahrhunderts erfolgte der Besitzwechsel zu einem recht späten Zeitpunkt. Dem eidgenössischen Ringen um den Besitz der abseits gelegenen Region wirkten lange Zeit Hindernisse und Kräfte entgegen, welche die Inbesitznahme erschwerten und verzögerten. Der Kauf von 1483 stand am Abschluss einer jahrzehntelangen Expansions- und Territorialpolitik der Eidgenossenschaft im ostschweizerischen Raum. Die Verwaltung der Landvogtei geschah in der Folge so, wie es in der Eidgenossenschaft seit dem 15. Jahrhundert üblich war: als «gemeines» (gemeinsames) Untertanenland wurde es abwechslungsweise durch einen Landvogt, also einen Stellvertreter der regierenden Orte, vertreten. Alle zwei Jahre wechselten sich somit Zürich, Luzern, Uri, Schwyz, Unterwalden, Zug und Glarus ab; ab 1712 (nach dem Zweiten Villmergerkrieg) war auch noch Bern als achter Stand an der Herrschaft beteiligt. Zusammen mit der Herrschaft Freudenberg (Abtei Pfäfers) und Walenstadt bildeten die Orte die Landvogtei. Quarten blieb nach 1483 Teil der Gemeinen Herrschaft Windegg, es unterstand jedoch weiter der Blutsgerichtsbarkeit von Sargans.
Im Jahre 1512 erhielt die Herrschaft von Papst Julius II. eigens einen wertvollen «Juliusbanner» für die 1508–1510 im «Grossen Pavier Feldzug» geleisteten Dienste zur Vertreibung der Franzosen.
Ein Spezialfall war das Gebiet der heutigen Gemeinde Wartau. Sie gehörte zur Grafschaft Sargans, mit Ausnahme der Herrschaft Wartau, die nur die Burg Wartau und das Dorf Gretschins umfasste. Die Herrschaft Wartau war rechtlich eng mit dem restlichen Gebiet der heutigen Gemeinde Wartau verflochten, unterstand aber der Gerichtsbarkeit der Grafschaft Werdenberg. Als Werdenberg 1517 an Glarus kam, führte diese verworrene Rechtslage zu zahlreichen Konflikten zwischen den Landvögten von Werdenberg und Sargans, etwa im «Wartauer Handel» von 1694/95, der bis vor die eidgenössische Tagsatzung getragen wurde.
1798 entliessen die herrschenden Orte die Grafschaft Sargans in die Freiheit und sie konstituierte sich als eigenständiger Kanton. Wobei der Name «Kanton Sargans» als nicht offiziell bezeichnet werden darf, da meist vom «Kanton der ehemaligen Grafschaft Sargans» die Rede ist. Die Freiheitserklärung durch die acht alten Orte wurde am 3. März 1798 ausgestellt. Die erste und einzige freie Landsgemeinde fand am 22. März 1798 in Heiligkreuz bei Mels statt. Dabei wurde der bisherige Landeshauptmann Franz Joseph Bernold zum Präsidenten der provisorischen Regierung ernannt. Durch die erzwungene Annahme der Helvetischen Verfassung wurde diese Unabhängigkeit schon am 4. Juni 1798 durch Inkrafttreten des Gesetzes zur Neubildung der Kantone beendet. Dabei wurde die ehemalige Grafschaft Sargans als Teil der Helvetischen Republik zum neuorganisierten Kantons Linth geschlagen. Durch die Mediation kam die ganze ehemalige Grafschaft Sargans zum Kanton St. Gallen.